# رجائی زاده محمود اکرم
رجائی زاده محمود اکرم (به ترکی استانبولی: Recaizade Mahmud Ekrem) شاعر و نویسندهٔ ترک. رجائی زاده از شاعران و نویسندگان مشهور قرن ۱۹ و ادبیات ترک در دورهٔ عثمانی است.

## زندگی
رجائی زاده محمود اکرم در سال ۱۸۴۷ در استانبول به دنیا آمد. پدرش محمد شاکر رجائی افندی، شاعر، خطاط و تاریخ‌نگار عصر خود و از اعضای نهادهای علمی- فرهنگی دوره تنظیمات بود. رجائی زاده محمود اکرم زبان‌های فارسی و عربی را از پدرش آموخت سپس در مدرسه رشدیه بایزید ادامه تحصیل داد. پس از مدتی به علت بی علاقگی به تحصیل در مدرسه نظامی به اداره مکاتبات وزارت خارجه رفت. سپس زبان فرانسه آموخت.
در جوانی با فنون ادبیات کلاسیک و شاعران بزرگ عصر خود آشنا شد و به انجمن شعرا راه پیدا کرد.
پس از مدتی سردبیری روزنامه تصویر افکار را به دست گرفت.
وی در ۱۳ ژانویه سال ۱۹۱۴ در استانبول درگذشت.
گفته می‌شود که علی اکبر دهخدا مسمط یاد آر ز شمع مرده یاد آر را از شعر ((یاد ائت بنی، بیر دقیقه یاد ائت!)) محمود اکرم الهام گرفته است.

## سبک
در آثار منظوم و منثور وی، زبان، هنر و عناصر بیان به سبک دیوان شعر، زبان مردم و جریان محلی گرایی نزدیک است و از ادبیات اروپا و بلاخص ادبیات فرانسه تأثیر گرفته است. رجائی زاده هم مانند نامق کمال و ضیا پاشا قبل از هر چیز به عنوان شاعر دیوان شناخته می‌شود.

## آثار

### منظومه
- نغمه سحر
- یادگار شباب
- پژمرده
- تعلیم ادبیات
- نژاد اکرم(۲ جلد، همراه خاطرات)
- نفرین
- تقدیر الحان
- تقریظات

### شعر
- زمزمه

### زندگی‌نامه
- چند شاعر از اورشلیم (۱۸۸۸)

### رمان
- عشق ماشین (اولین رمان واقع گرای ۱۸۹۶)

### داستان کوتاه
- سیم (۱۸۸۶)
- نتیجه مهم شاعری محسن بی یاهوت (۱۸۹۰)
- شمسا (۱۸۹۵)